# Sándor Gombos
Sándor Gombos, född 4 december 1895 i Sombor, död 27 januari 1968 i Budapest, var en ungersk fäktare.
Gombos blev olympisk guldmedaljör i sabel vid sommarspelen 1928 i Amsterdam.